# 父、帰る
『父、帰る』（原題: Возвращение、英題: The Return）は、2003年制作のロシア映画。音信不通だった父親の12年ぶりの帰郷に戸惑う兄弟を描いた映画である。
ロシアでは2003年6月25日に公開された。同年9月の第60回ヴェネツィア国際映画祭のコンペティション部門で上映され、最高賞である金獅子賞と新人監督賞を受賞した。
日本では2004年9月11日にTOHOシネマズシャンテで公開された。

## キャスト
| 役名       | 俳優                         | 日本語吹替     |
| ---------- | ---------------------------- | -------------- |
| イワン     | イワン・ドブロヌラヴォフ     | 内山昂輝       |
| アンドレイ | ウラジーミル・ガーリン       | 浪川大輔       |
| 父         | コンスタンチン・ラヴロネンコ | てらそままさき |
| 母         | ナタリヤ・ヴドヴィナ         |                |

## ストーリー
アンドレイとイワンの兄弟は、母親と祖母と共に暮らしており、父親の顔は写真でしか知らない二人だったが、ある日12年ぶりに父親が帰ってきた。これまでどこにいたのか全く語らない父親に当惑する二人だが、父親は明日から二人を連れて旅に出るという。翌朝、3人はつり道具と共に車で出かけるが、父親は行き先も告げず、高圧的な態度で子供達に接する。兄のアンドレイはそれでも父親に好意的だったが、弟のイワンは不満を募らせてゆく。三人は釣りをしてから車で遠く離れた場所へ行き、小さい舟を修理してある無人島へと渡った。数日そこで過ごすが、あることから父子の間で諍いが起きる。その最中で父は亡くなってしまった。島から離れる決意を固めた二人は、父の遺体を乗せた舟に乗り、本土を目指す。無事二人は本土に到着したが、浜に停めておいた舟は波に流され、父の遺体も沈んだ。二人は海の中へ消えていく父に向かって「パパ！」と叫び、父が見えなくなると車に乗った。

## その他
- 撮影はラドガ湖の周囲で行われた。
- アンドレイ役のウラジーミル・ガーリンは、撮影後まもなく湖で事故に遭い、亡くなっている。